# Анрі Дерош
Анрі Дерош (фр. Henri Desroche; 12 квітня 1914 — 1 червня 1994 року) — французький католицький священик, мислитель, соціолог, теолог і філософ. Його праці присвячені соціології релігії, марксизму, кооперативним систем і рухам.

## Життя
Анрі Дерош народився 12 квітня 1914 року в Роанні, Франція. Він вчився в Коледжі Сен-П'єр перед вступом до семінарії в єпархії Ліона. Вступив у домініканський орден в Анже в жовтні 1934 року. Там він прийняв ім'я Анрі-Шарль і додав «s» до свого прізвища (Desroches = Дероше). Закінчивши свої теологічні дослідження у Шамбері, був висвяченийу сан священика в Ансі у липні 1936 року.
За його книгу 1949 року «Значення марксизму», написану з позицій діалогу віруючих і комуністів (забороненого тодішнім папою Пієм XII), піддався гонінням у церковній ієрархії. Вимоги з боку єпископату до автора засудити свою книгу стали для нього приводом залишити сан священика в 1950 році. Залишок життя присвятив вивченню історії кооперативних і утопічно-соціалістичних рухів. 30 вересня 1977 Дерош отримав почесний докторський ступінь від факультету теології Уппсальського університету